# 에이설호

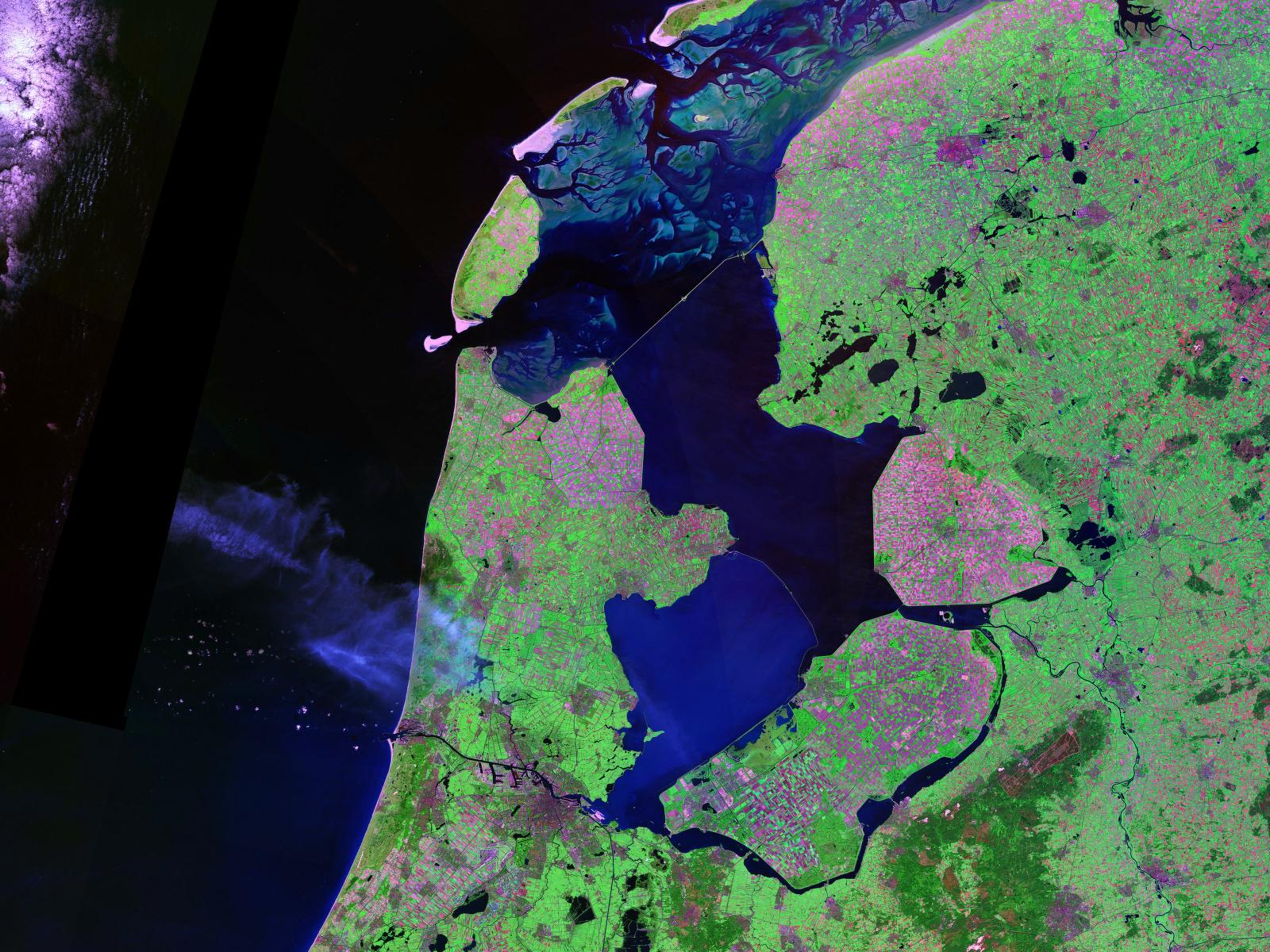
에이설호

에이설 호(네덜란드어: IJsselmeer 에이설메이르[*])는 네덜란드 중부에 위치한 호수로 면적은 1,100 km2, 평균 수심은 5.5 m, 최대 수심은 7 m이다. 북해에 면한 자위더르해를 막아 만든 인공 호수로서 플레볼란트주, 노르트홀란트주, 프리슬란트주에 걸쳐 있다.
1932년 자위더르 간척 사업에 따라 아프슬라위트데이크(Afsluitdijk)가 건설되면서 만을 담수화했다. 이 간척에 의해 5개의 폴더, 22만 헥타르(ha)의 농업 용지 등을 조성하였다. 에이설강이 이 호수로 흘러가며 에이설호의 남쪽에는 마르커르호가 위치한다.

## 같이 보기
- 마르커르호
- 자위더르해